# Большой Шунут
Большой Шуну́т — река в России, протекает по Свердловской области. Устье реки находится в 65 км по правому берегу реки Бардым. Длина реки составляет 14 км. Течет сначала на юг и юго-восток, затем на юго-запад, в нижнем течении на запад. Притоки слева: Малый Шунут и Курганка. Русло очень извилистое, поскольку река протекает по гористой местности.

## Данные водного реестра
По данным государственного водного реестра России относится к Камскому бассейновому округу, водохозяйственный участок реки — Уфа от Нязепетровского гидроузла до Павловского гидроузла, без реки Ай, речной подбассейн реки — Белая. Речной бассейн реки — Кама.
Код объекта в государственном водном реестре — 10010201112111100020704.